# Burke (krater)
För andra betydelser, se Burke (olika betydelser).
Burke är en nedslagskrater på planeten Merkurius, med en diameter på ungefär 28 kilometer.
2015 uppkallades kratern efter den amerikanska skådespelerskan Billie Burke.